# 福加斯-德蒙克卢斯
福加斯-德蒙克卢斯，是西班牙加泰罗尼亚巴塞罗那省的一个市镇。总面积40平方公里，总人口352人（2001年），人口密度9人/平方公里。